# Prochaine élection présidentielle birmane
Une élection présidentielle birmane devrait avoir lieu à une date indéterminée afin d'élire au suffrage indirect le Président de la Birmanie. 
Initialement prévue pour début 2021, le scrutin est reporté à la suite d'un coup d'État militaire le 1er février.

## Contexte

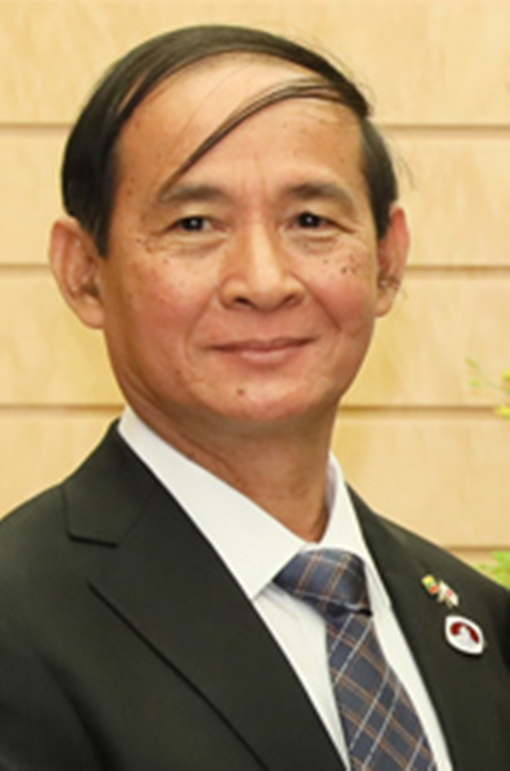
Le président sortant Win Myint

L'élection devait initialement avoir lieu peu après l'investiture début février des parlementaires élus lors des élections législatives de novembre 2020, largement remportées par la Ligue nationale pour la démocratie (NLD) menée par Aung San Suu Kyi.
Les précédentes élections en 2015 ont également été remportées par la LND. Aung San Suu Kyi est cependant empêchée de concourir à la présidentielle cette année là en raison de l'interdiction faite aux candidats d'avoir des conjoints ou des enfants possédant une nationalité étrangère, une condition taillée sur mesure par l'ancienne junte au pouvoir pour empêcher sa candidature. 
La présidentielle organisée début 2016 aboutit par conséquent à l'élection du candidat de la LND, Htin Kyaw. Celui ci démissionne cependant en mars 2018 pour raisons de santé, donnant lieu à un intérim de quelques jours par le vice président Myint Swe avant l'élection de Win Myint, qui doit alors mener à son terme le mandat de cinq ans entamé par Htin Kyaw,,.
Un coup d'État de 2021 en Birmanie a lieu le 1er février 2021. Après des jours de rumeurs, Aung San Suu Kyi et le président Win Myint sont arrêtés par l'armée, le parlement dissous, l'état d'urgence proclamé pour un an, et les pleins pouvoirs confiés à un militaire.

## Mode de scrutin
Le président de la Birmanie est élu pour un mandat de cinq ans renouvelable une seule fois au suffrage indirect par les 664 membres de l'Assemblée de l'Union, le parlement bicaméral birman,.
Pour ce faire, trois comités sont mis en place, l'un par la Chambre des représentants, un autre par la Chambre des nationalités, et un troisième par les Forces armées birmanes, tous en leur sein. Chacun des comités désigne un candidat— qui n'est pas nécessairement un parlementaire — et les trois personnes ainsi nommées se présentent lors de l'élection proprement dite, qui a lieu au scrutin indirect par les membres de l'Assemblée de l'Union. Cette dernière se compose des 440 membres de la Chambre des représentants, et des 224 membres de celle des nationalités, chacun d'entre eux votant pour un seul candidat, à bulletin secret,. 
A l'issue du scrutin, le candidat arrivé en tête est déclaré élu président de la Birmanie, celui arrivé en seconde position devient premier vice-président, et le dernier second vice-président,.
Les vice-présidents n'ont pour seule véritable fonction que de remplacer par intérim le président en cas d'incapacité de celui-ci à finir son mandat, en attendant l'élection d'un nouveau président par le parlement. Dans ce cas, le président et les vice-présidents nouvellement élus le sont pour la durée restante du mandat entamé par leurs prédécesseurs, de telle sorte qu'une nouvelle élection présidentielle coïncide malgré tout avec le renouvellement du parlement au terme de son mandat de cinq ans,.

### Conditions
Tout candidat à la présidence doit être âgé d'au moins quarante cinq ans, être né de parents nés birmans sur le territoire birman, avoir résidé dans le pays de manière continu pendant au moins vingt ans, et ne pas avoir d'autre nationalité que celle birmane. Cette dernière condition s'étend aux parents, aux conjoints et aux enfants du candidat,.